# Оропедио
Оропедио или Вилия (на гръцки: Οροπέδιο, катаревуса: Οροπέδιον, Оропедион, до 1927 година Βηλιά, Вилия) е село в Република Гърция, дем Гревена, административна област Западна Македония.

## География
Селото е разположено на 850 m надморска височина на около 14 km северозападно от град Гревена.

## История

### В Османската империя
В края на ΧΙΧ век Вилия е гръцко християнско село в северната част на Гревенската каза на Османската империя. Главната селска църква „Свети Архангели“ е от 1864 година.
Според статистика на Серфидженския санджак на гръцкото консулство в Еласона от 1904 година във Велия (Βελιά), Гревенска каза, живеят 130 гърци елинофони християни.

### В Гърция
През Балканската война в 1912 година в селото влизат гръцки части и след Междусъюзническата в 1913 година Вилия влиза в състава на Кралство Гърция.
През 1927 година името на селото е сменено на Оропедио.
Населението произвежда жито, тютюн и други земеделски продукти.
| Име     | Име        | Ново име | Ново име | Описание |
| ------- | ---------- | -------- | -------- | -------- |
| Доблица | Ντόμπλιτσα | Ксефото  | Ξέφωτο   |          |

| Година    | 1913 | 1920 | 1928 | 1940 | 1951 | 1961 | 1971 | 1981 | 1991 | 2001 | 2011 | 2021 |
| --------- | ---- | ---- | ---- | ---- | ---- | ---- | ---- | ---- | ---- | ---- | ---- | ---- |
| Население | 399  | 388  | 409  | 486  | 430  | 415  | 274  | 293  | 217  | 189  | 110  | 77   |

## Личности
Родени в Оропедио
- Григориос Анагносту (1881 – ?), гръцки политик